# Gittisham
Gittisham is een civil parish in het bestuurlijke gebied East Devon, in het Engelse graafschap Devon. In 2001 telde het civil parish 582 inwoners.